# Lunca (Valea Lungă), Alba
Lunca este un sat în comuna Valea Lungă din județul Alba, Transilvania, România. La recensământul din 2002 avea o populație de 476 locuitori.

## Monumente
- Bustul Fericitului episcop martir Vasile Aftenie, lucrare dezvelită la 29 iunie 2024

## Imagini

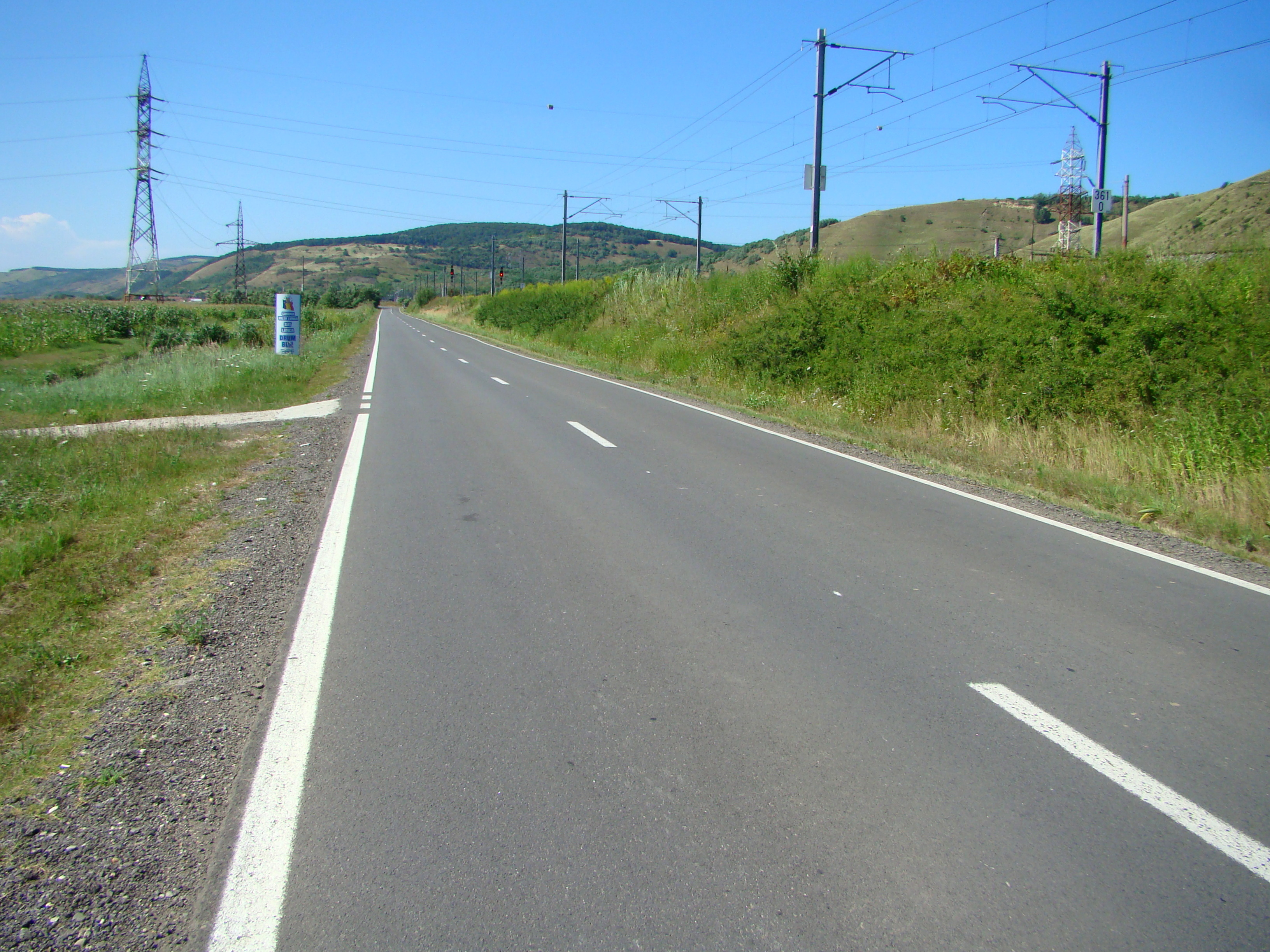
Drumul spre satul Lunca
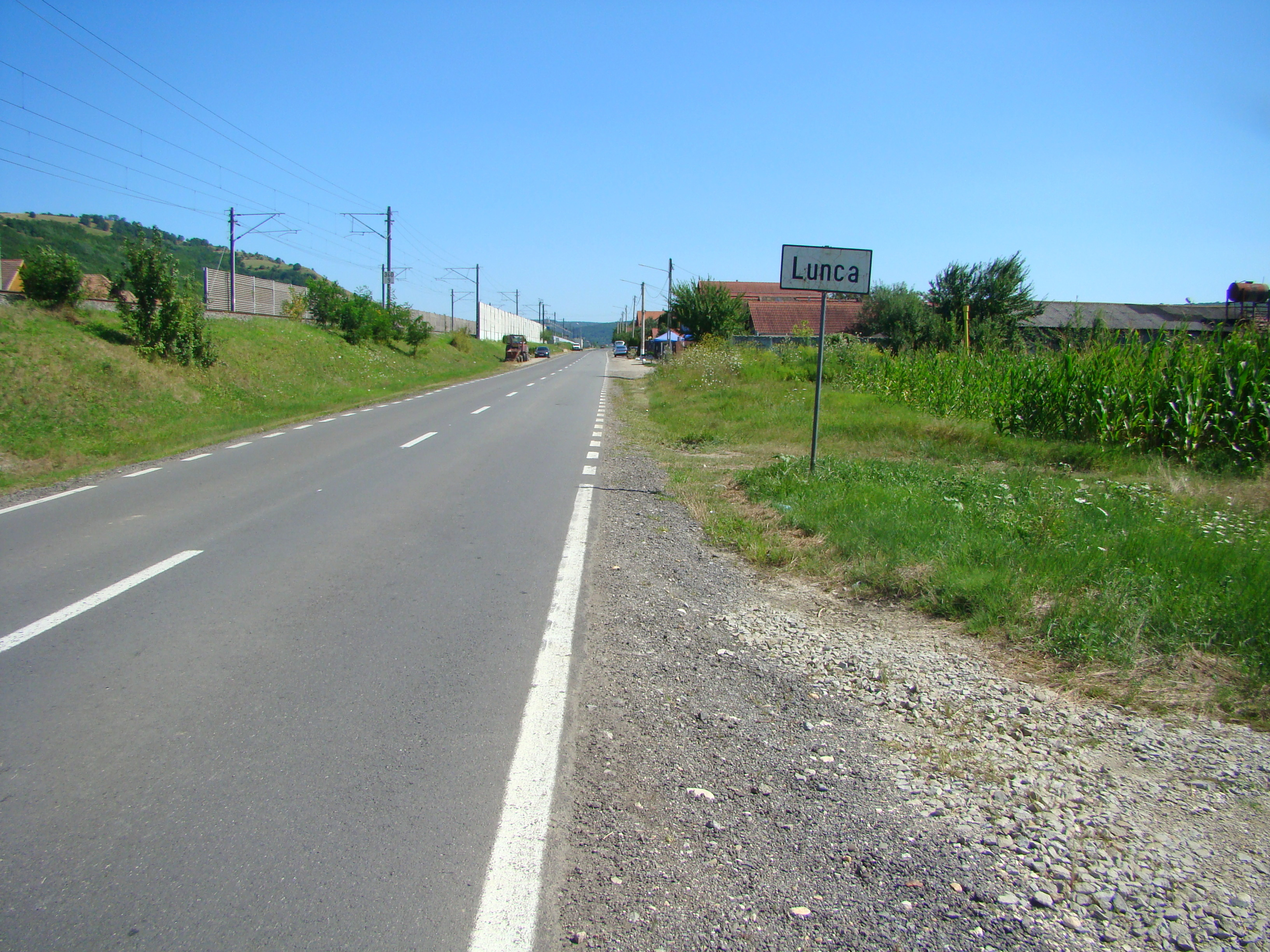
Intrarea în localitate
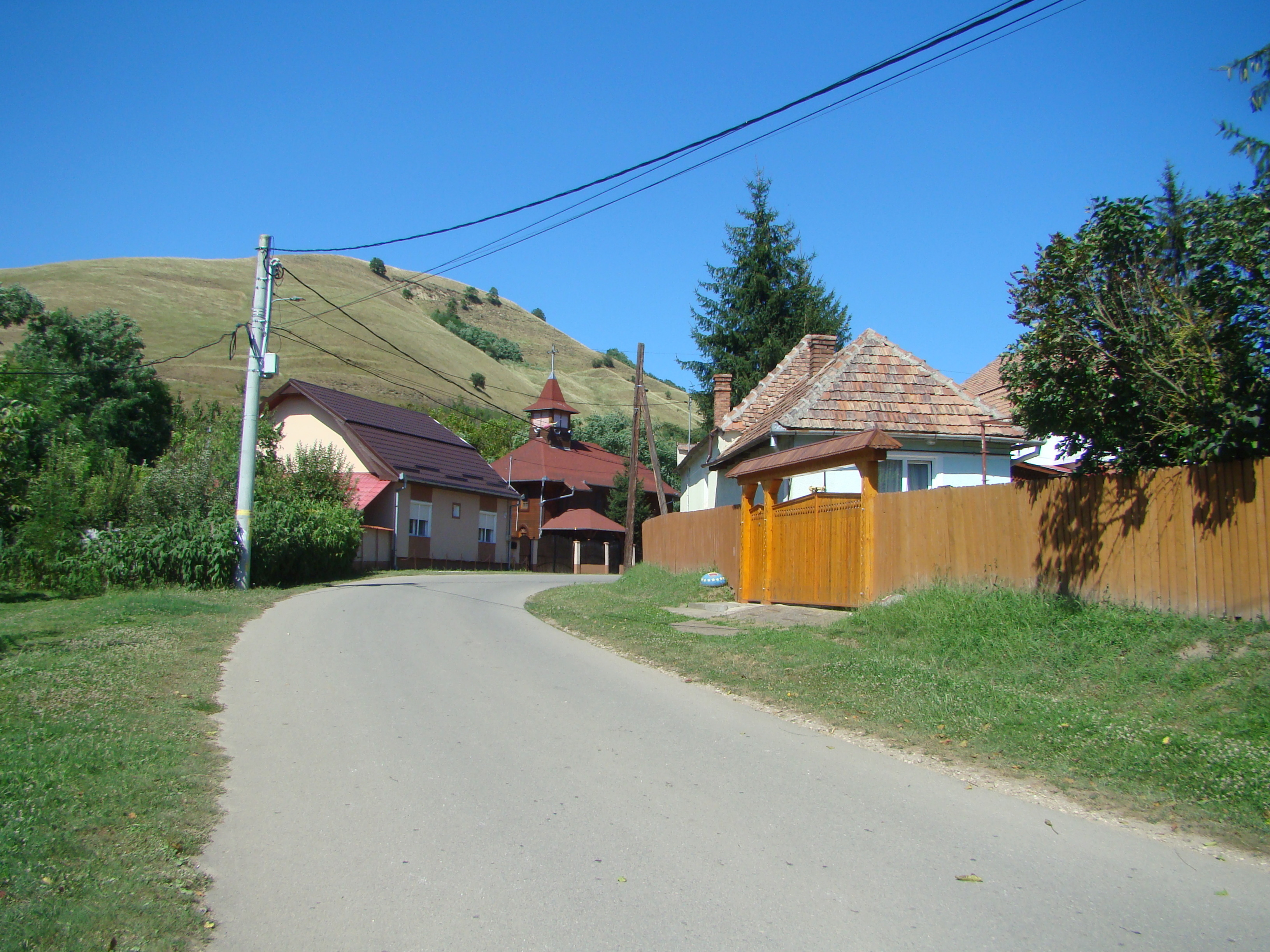
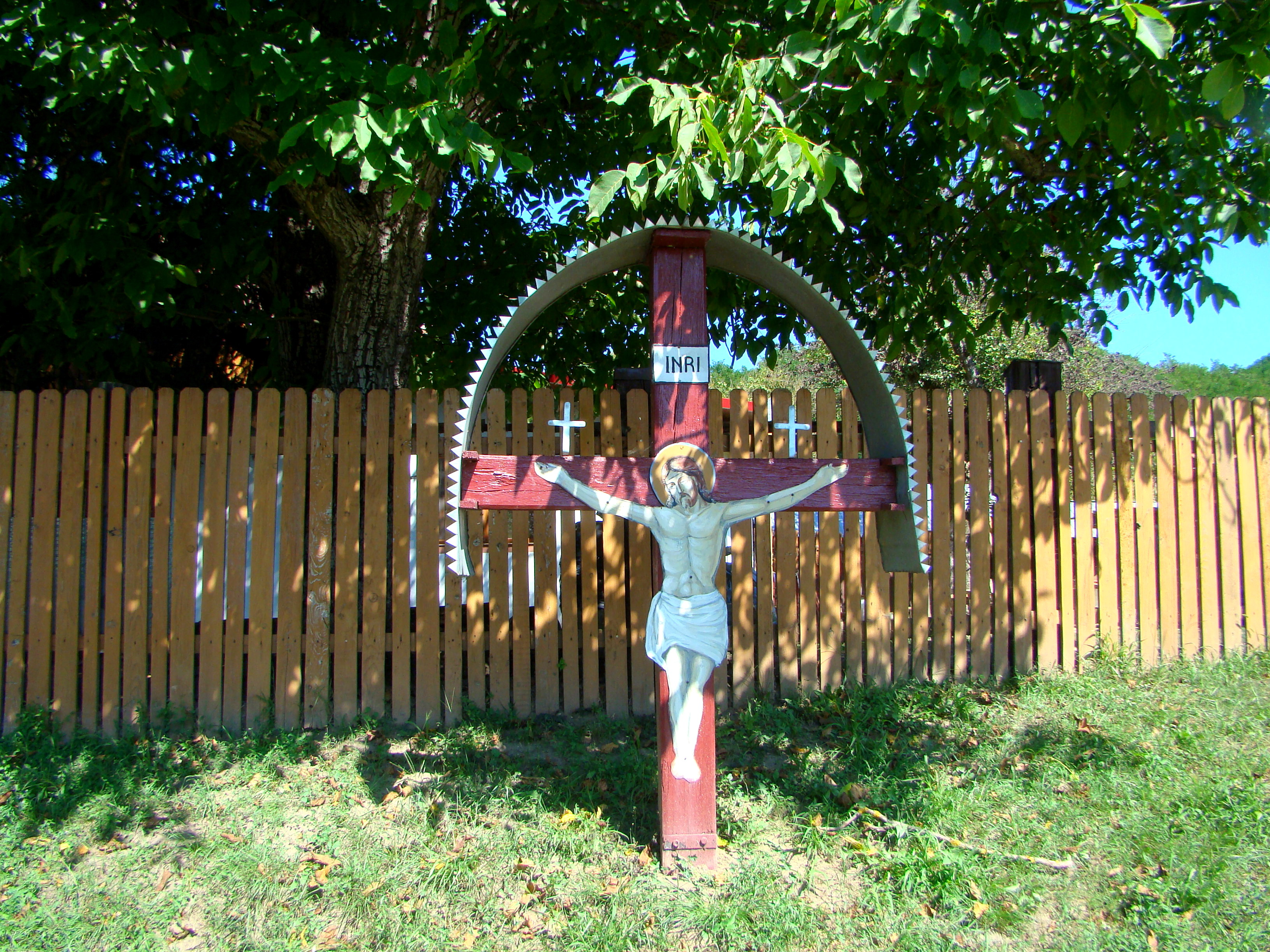
Troița
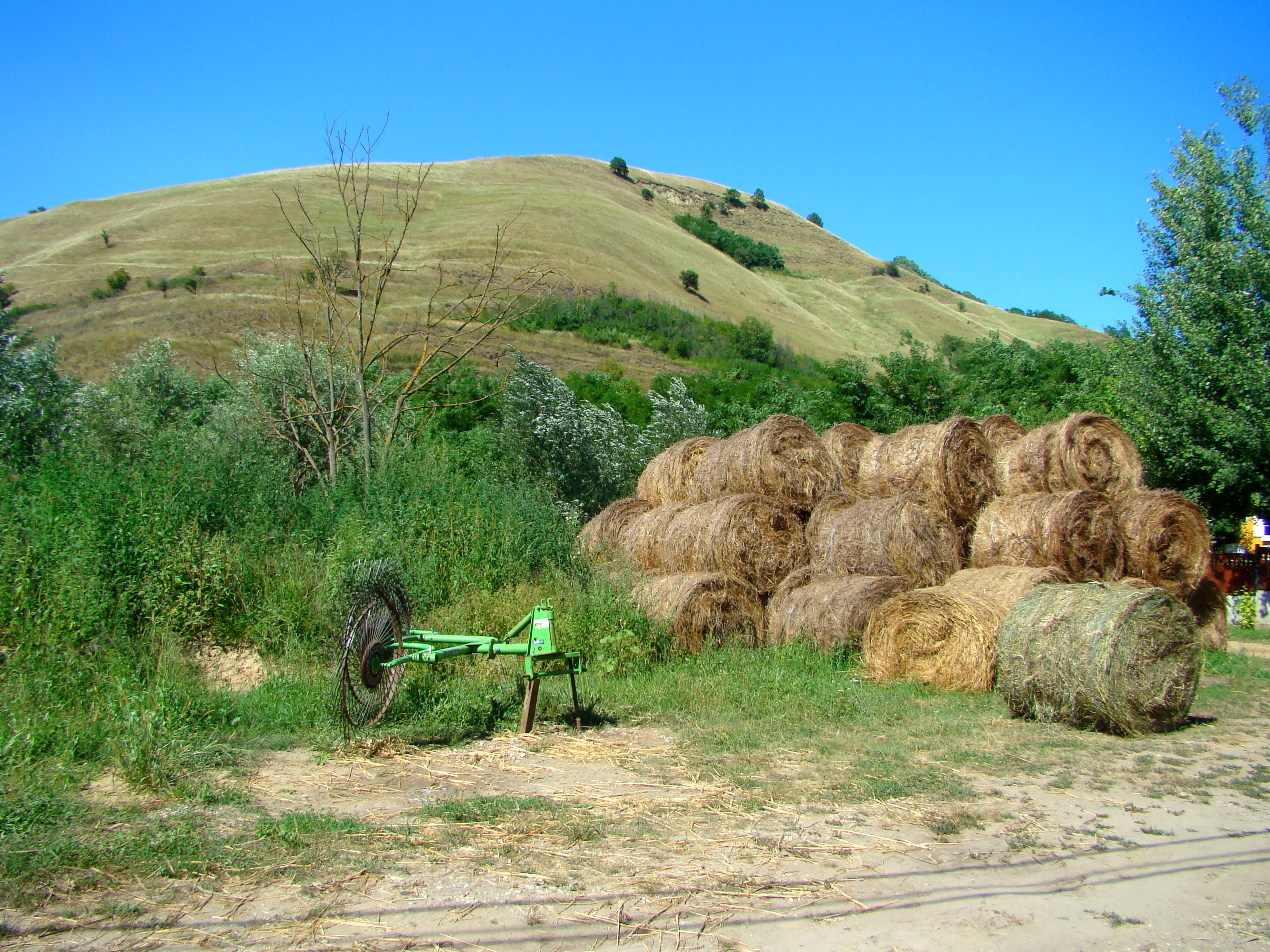
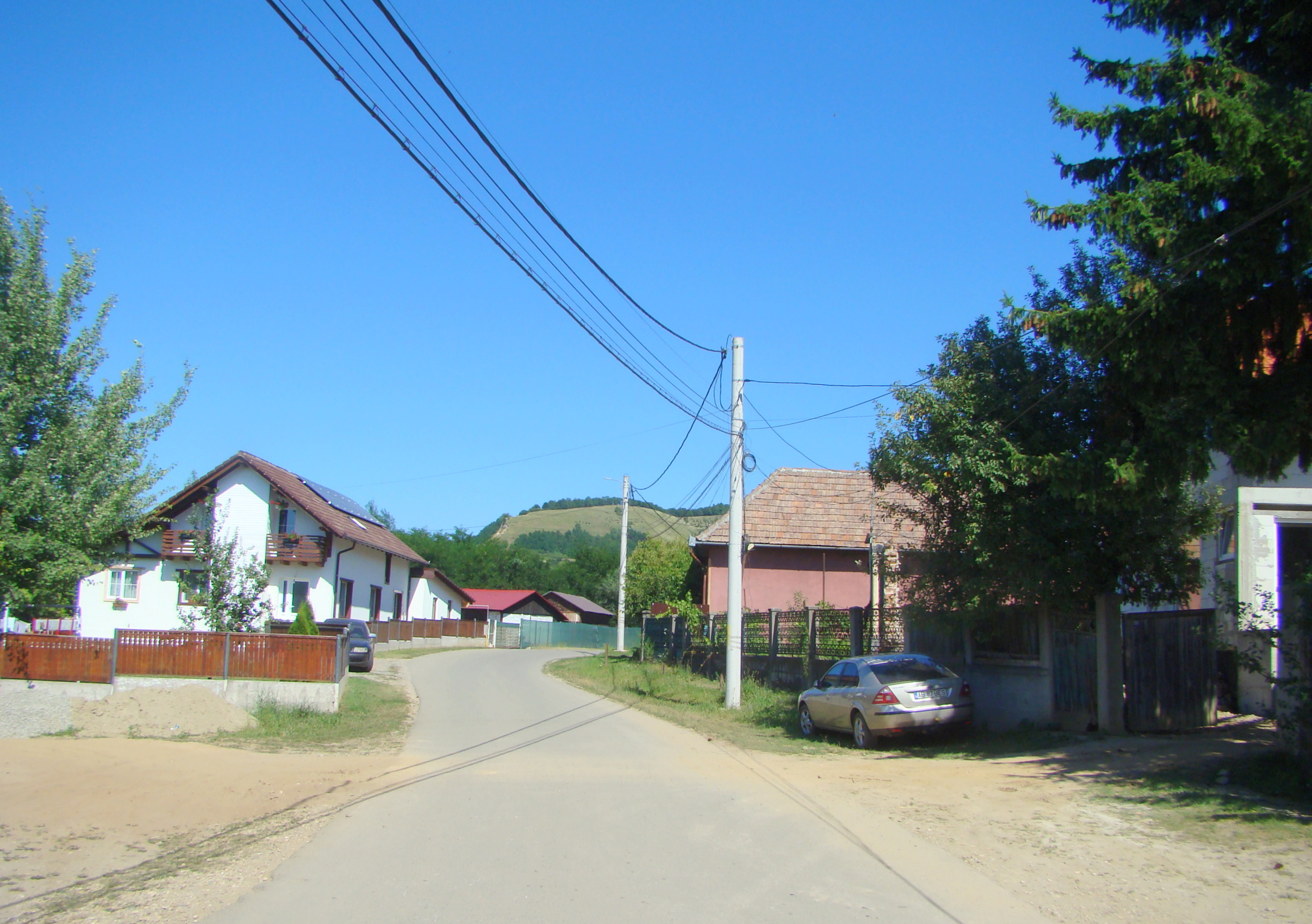
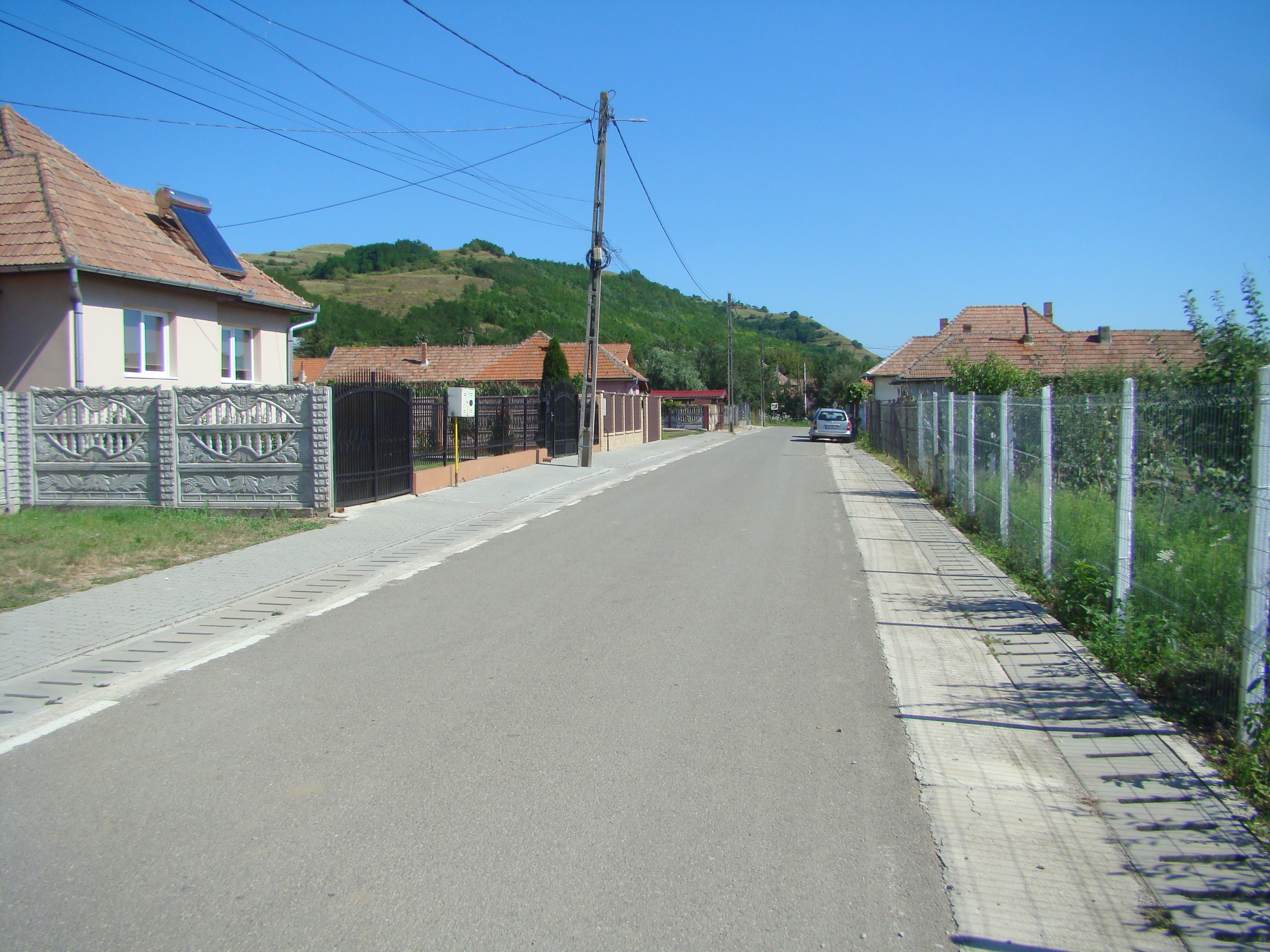
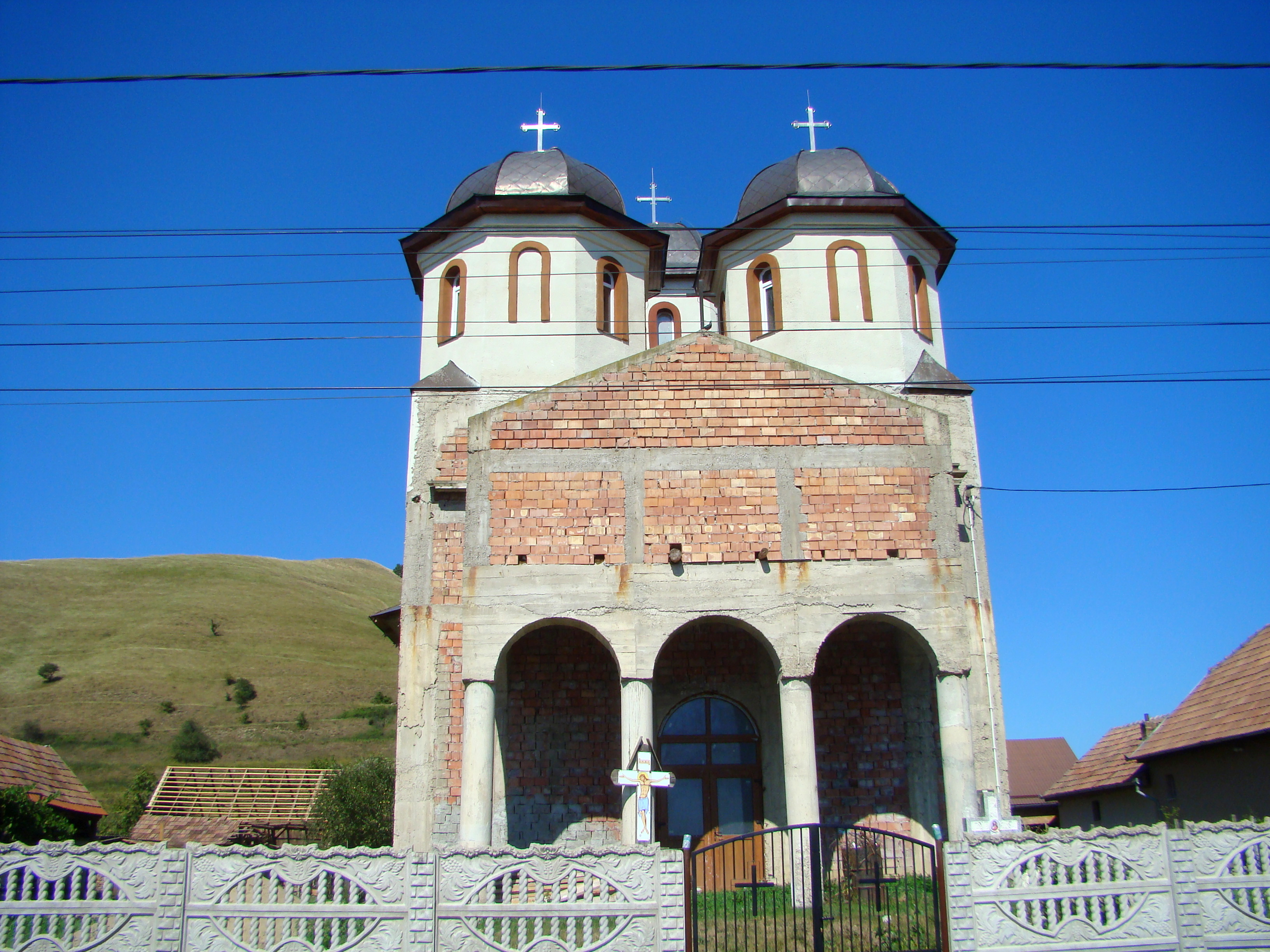
Biserica ortodoxă nouă (în construcție)
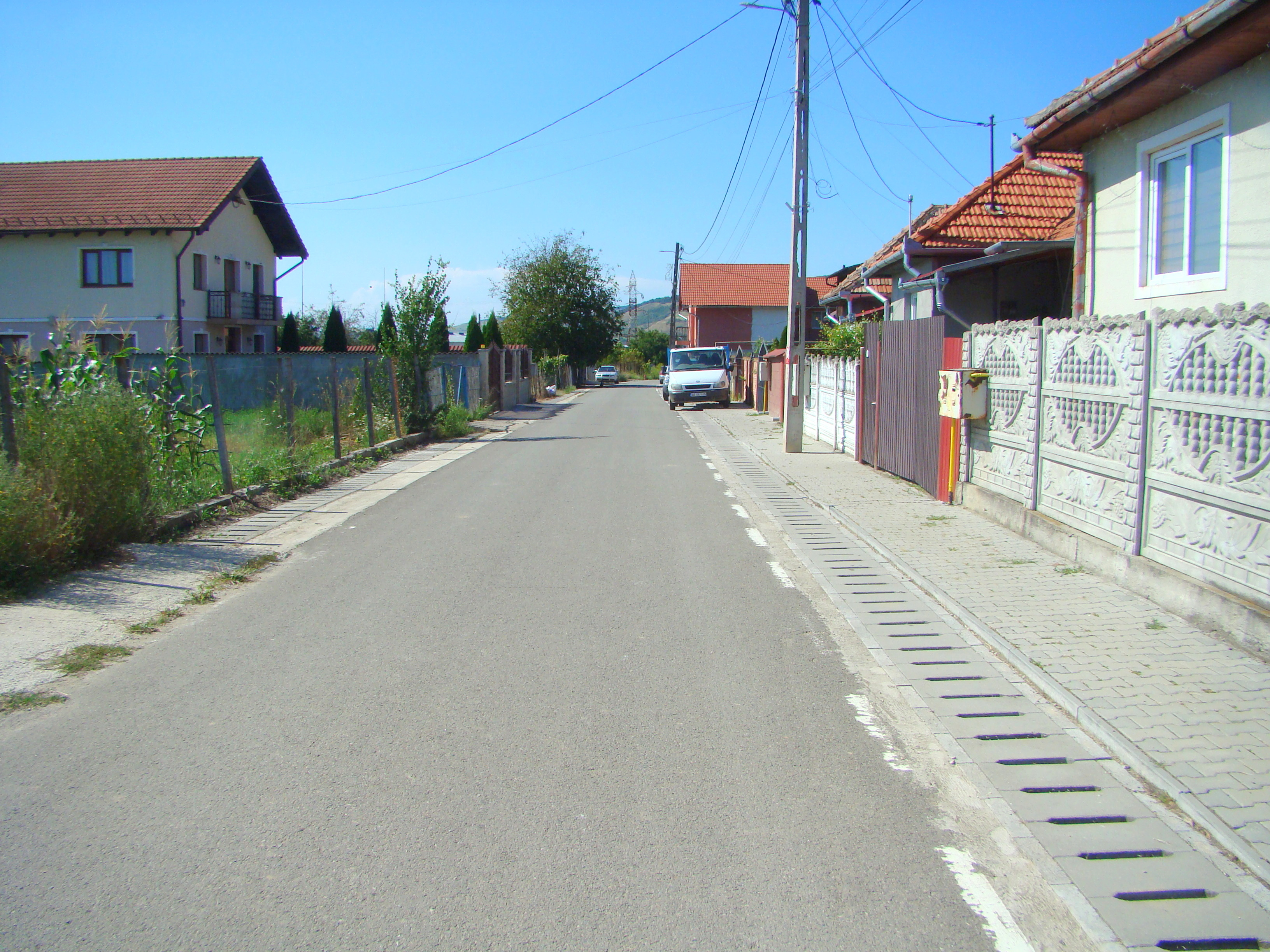
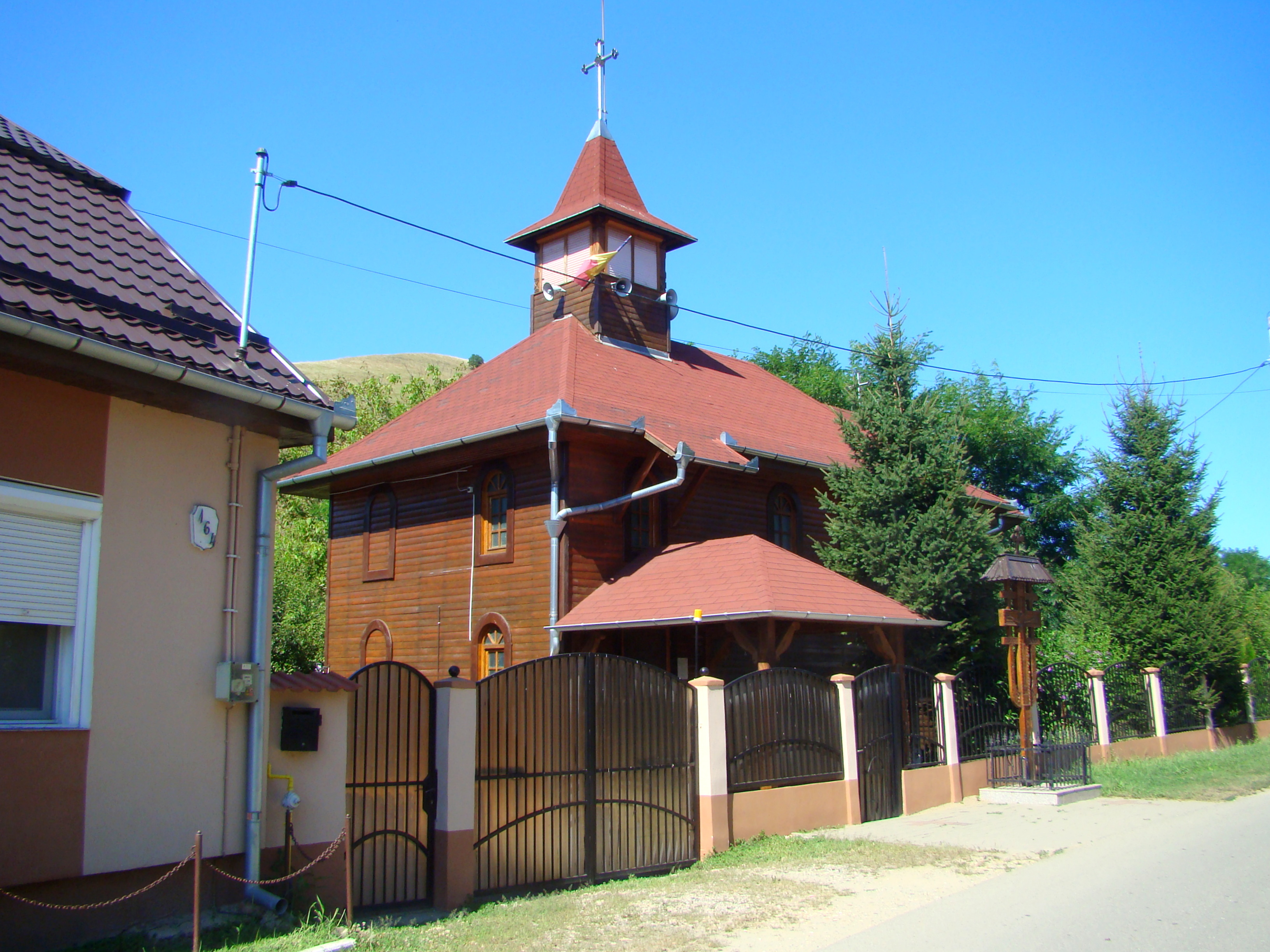
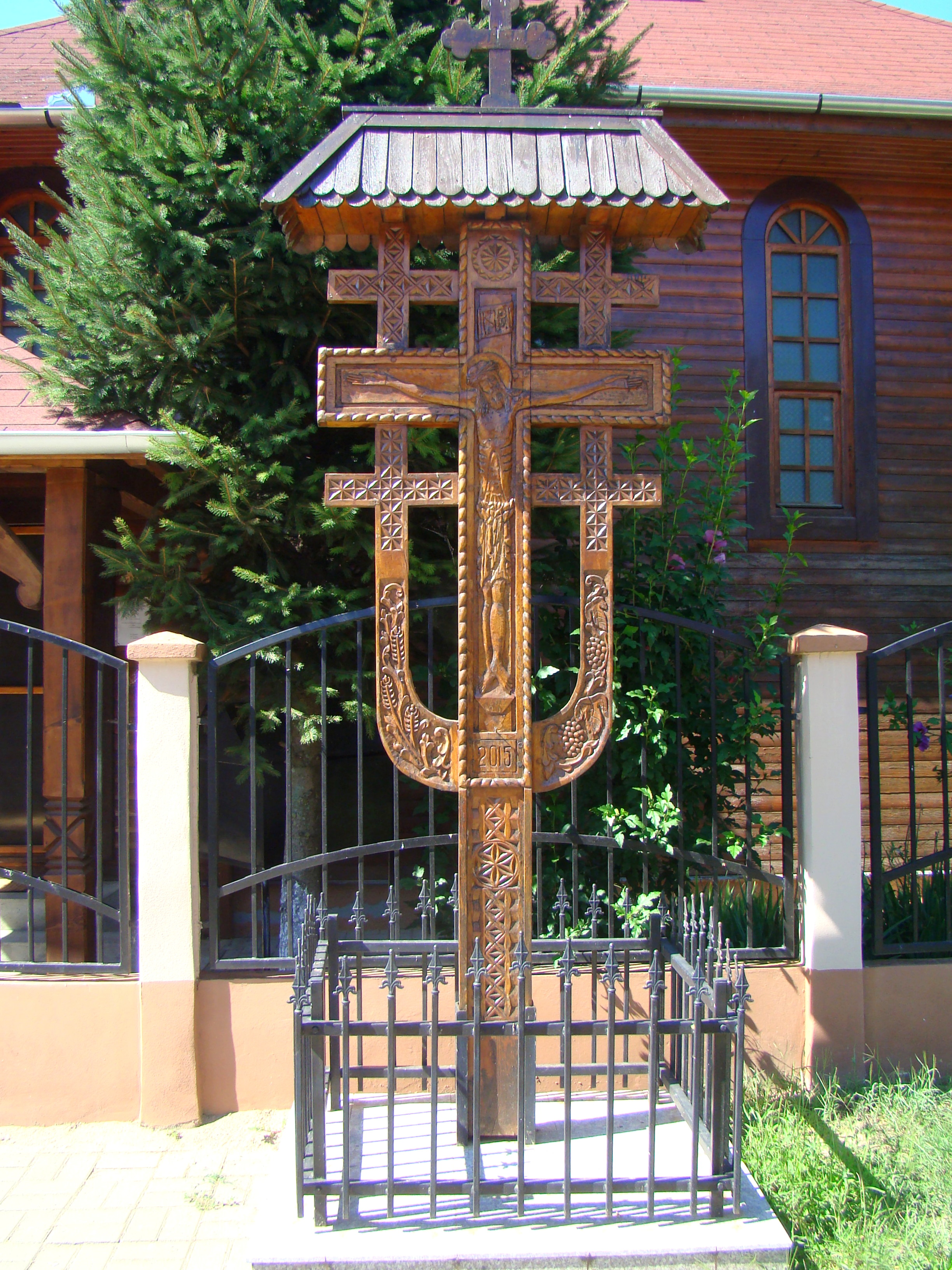